# Ad hoc
Ad hoc és una locució llatina que significa literalment «per a això», «a propòsit». D'origen en l'argot jurídic, el terme va generalitzar-se i en l'actualitat s'utilitza per referir-se a allò que és adient només per un determinat fi.
En dret, un advocat ad hoc és aquell designat per portar un cas en concret, i una norma jurídica ad hoc o un contracte ad hoc són elaborats per respondre a una situació concreta i no tenen cap aplicació més enllà d'una situació particular. En el context de la legislació, el terme ad hoc sovint té una connotació negativa, quan es considera que una llei no rau en l'interès general i que sembla que només serveixi uns interessos particulars de mera partitocràcia. En política es parla d'una «comissió ad hoc» per designar una comissió que ha d'examinar un problema particular, diferent d'una comissió permanent. Finalment, en diplomàcia es refereix a una missió particular o temporal, independent de la representació diplomàtica permanent.